# Neottia taibaishanensis
Neottia taibaishanensis är en orkidéart som beskrevs av P.H.Yang och Kai Yung Lang. Neottia taibaishanensis ingår i släktet näströtter, och familjen orkidéer. Inga underarter finns listade i Catalogue of Life.